# Kristi Stassinopoulou
Kristi Stassinopoulou (griechisch Κρίστη Στασινοπούλου, * 20. Januar 1956 in Athen) ist eine griechische Sängerin.

## Leben und Wirken
Ab 1978 war sie Musicaldarstellerin. Sie spielte die Maria Magdalena in der griechischen Fassung von Jesus Christ Superstar. Als Gewinnerin des griechischen Vorentscheids durfte sie ihr Land beim Eurovision Song Contest 1983 in München vertreten. Mit dem Titel Mou les erreichte sie aber nur den 14. Platz. In jenem Jahr war sie auch als Evita Perón in dem Musical Evita zu erleben.
Ihr Debütalbum erschien 1986. Hier definierte sich ihr Stil, den sie die kommenden Jahre beibehalten wird: Ein Mix aus traditionellen folkloristischen Klängen und modernen Pop/Rock/Electro-Rhythmen. Sie arbeitete mit diversen Komponisten und Musikern zusammen und hatte mit ihrer Liveband Auftritte in der ganzen Welt. Seit den 1990er Jahren ist der Komponist und Multiinstrumentalist Stathis Kalyviotis ihr musikalischer Partner.

## Diskografie
Alben
- 1986:Kristi Stasinopoulou
- 1993: By the lake with the Poppies
- 1997: Ifantokosmos
- 2001: Echotropia
- 2003: The Secrets of the Rocks
- 2006: Taxidoskopio
- 2012: Greekadelia